# Terreur rouge (Éthiopie)
Pour les articles homonymes, voir Terreur rouge.
La Terreur rouge éthiopienne (ou Qey Shibir, Key Shibbir, amharique : ቀይ ሽብር) est une violente campagne politique menée en Éthiopie par Mengistu Hailé Mariam lorsqu'il a pris la direction de la junte militaire Derg le 3 février 1977. Mise en place par le gouvernement militaire provisoire de l'Éthiopie socialiste, la politique de terreur rouge est poursuivie par la République populaire démocratique d'Éthiopie. En décembre 2006, Mengistu a été condamné par contumace pour son rôle lors de cette période.

## Contexte
Après la chute de l'empereur Haïlé Sélassié, le 12 septembre 1974, le Derg dut faire face à de nombreux groupes de civils voulant contrôler l'Éthiopie, le plus connu étant le Parti révolutionnaire du peuple éthiopien (PRPE). En septembre 1976, des militants du PRPE furent arrêtés et exécutés, alors que dans le même temps le PRPE menait une campagne d'assassinat contre les idéologues et les partisans du Derg. Bien qu'une tentative infructueuse pour tuer Mengistu le 23 septembre a été attribuée au PRPE, la première victime du PRPE fut le docteur Feqre Mar'ed, un membre du bureau politique du Mouvement socialiste pan-éthiopien (Mela Ethiopia Sosialist Niqinaqē, MEISON).
Cependant, à cette époque, le Derg était divisé par une rivalité entre Mengistu et une faction qui s'était alliée contre lui, ce qui limitait son pouvoir. Cette rivalité fut résolue lors d'une réunion du Comité permanent du Derg le 3 février 1977, au cours de laquelle huit hauts responsables du Derg furent tués lors d'une fusillade. Sept de ces responsables étaient des opposants à Mengistu, dont le lieutenant-général Tafari Benti, le capitaine Almayahu Haile, le capitaine Mogas Wolde Mikael et le lieutenant-colonel Asrat Dasta. Seuls deux rivaux de Mengistu restèrent en vie, le colonel Berhanu Bayeh et le lieutenant-colonel Atnafu Abate, qui se rangèrent finalement au côté de Mengistu, laissant ce dernier chef incontesté du Derg et de l'Éthiopie. Quelques jours après, Mengistu porta son attention sur ses rivaux à l'extérieur du Derg, et notamment ceux du PRPE.

## Attaques contre le PRPE
Mengistu commença officiellement sa campagne par un discours au square de la Révolution (actuellement nommé Mesqel ou « Sainte-Croix ») au cœur d'Addis-Abeba, au cours duquel il prononça les mots de « Mort aux contre-révolutionnaires! Mort au PRPE! », tout en brandissant trois bouteilles remplies de ce qui pouvait ressembler à du sang et qu'il brisa au sol pour montrer ce que la révolution ferait à ses ennemis.
La campagne fut menée par des groupes de civils, ou kébélés, qui en moins d'un mois commencèrent à recevoir des armes du Derg. Il faut noter que tous ces groupes ne soutenaient pas le Derg et ne suivirent pas tous son appel à la traque contre les « réactionnaires » et les « anarchistes », préférant suivre leurs propres lois. Certains furent même infiltrés par le PRPE ou par le MEISON.
En mars 1977, le Derg estima avoir armé suffisamment de groupes civils pour entamer une recherche dans Addis Abeba, maison par maison, pour trouver les membres du PRPE et leurs armes. Bien que plusieurs opposants aient ainsi été sortis de leurs maisons au milieu de la nuit et tués, peu de hauts responsables du PRPE furent capturés.
Une série d'épisodes sanglants suivit. L'un se déroula dans une imprimerie (Imprimerie Berhanena Selam ), où une douzaine de salariés furent arrêtés pour être de supposés partisans du PRPE, avant d'être relâchés faute de preuve, mais neuf d'entre eux furent ensuite assassinés. Ces morts furent attribués à un certain Girma Kebede, qui était le chef exécutif du Bureau politique et auquel furent attribués près de 30 autres meurtres. Embarrassé, le 2 avril, le Derg le fit exécuter avec cinq autres personnes comme contre-révolutionnaires.
Des évènements comme celui-ci provoquèrent de vives tensions entre la junte Derg et le Bureau politique civil. Pourtant, à la veille de la fête du Travail, le Bureau politique, sous prétexte qu'une protestation anti-gouvernementale se profilait, ordonna l'arrestation de tout adolescent soupçonné d'être un membre du PRPE. Des centaines furent arrêtés, emmenés dans trois sites différents, à la périphérie d'Addis-Abeba, et exécutés en masse. Beaucoup d'autres furent abattus dans les rues par les secrétaires permanents du Derg, les jeeps équipées de mitrailleuses patrouillant en permanence dans les rues de la capitale. On estime que sur le seul mois de mai, plus de mille personnes furent tuées. Par la suite, le Derg désavoua ces actions et rejeta la responsabilité des massacres sur le Bureau politique. Le chef du Bureau Haile Fide et certains de ses partisans tentèrent de fuir la capitale au mois d'août, mais ils furent capturés.
Au même moment, la Terreur rouge frappa une seconde cible, le MEISON. Sentant le danger, les chefs du parti entrèrent dans la clandestinité, mais la plupart d'entre eux furent capturés et tués en août 1977, alors qu'ils tentaient de se réfugier à la campagne.
Des milliers d'hommes et de femmes furent raflés et exécutés au cours des deux années suivantes,. L'ONG Amnesty International estime que la Terreur rouge a pu faire près de 500 000 morts. Des groupes de personnes étaient rassemblés dans des églises qui étaient ensuite incendiées, et les femmes furent l'objet de viols systématiques par des soldats. L'ONG Save the Children rapporta que les victimes de la Terreur rouge n'étaient pas que des adultes, mais qu'au moins 1 000 enfants, principalement âgés de 12 ou 13 ans, furent également tués dans les rues d'Addis Abeba.

## Conséquences
Mengistu fut reconnu coupable de génocide et condamné à la prison à vie en janvier 2007. Après sa condamnation, le Zimbabwe, où Mengistu s'était réfugié grâce au soutien de Robert Mugabe, annonça qu'il ne l'extraderait pas. Le 26 mai 2008, la Cour suprême éthiopienne condamna Mengistu par contumace à la peine de mort. Dix-huit complices de Mengistu, deux vivant à l'ambassade d'Italie à Addis-Abeba et seize dans les prisons éthiopiennes, sont également condamnés à mort.